# Air Battalion Royal Engineers
Air Battalion Royal Engineers (v přibližném překladu Vzdušný prapor Královských ženistů) byl první leteckou jednotkou Britských ozbrojených sil. Z ní se vyvinulo Royal Flying Corps a z toho později dnešní Royal Air Force.
Prapor byl zřízen rozkazem z 28. února 1911 s účinností k 1. dubnu téhož roku. Počáteční stav byl 14 důstojníků a 150 vojáků nižších hodností. Důstojníci měli být vybíráni ze všech složek v Královských ženijních jednotkách.
Budoucí piloti museli před vstupem absolvovat soukromé letecké kurzy k získání pilotního průkazu Královského aeroklubu. Poplatek 75 liber byl proplacen až po úspěšném absolvování kurzu. 
Prapor rozdělen se skládal ze dvou jednotek. První, ze které později vznikla 1. peruť RFC (dnešní 1. peruť RAF) vybavené vzducholoděmi velel zkušený průkopník létání Edward Maitland. Maitland létal s balóny i vzducholoděmi. V roce 1908 přeletěl v  balónu trasu z Anglie do Ruska za 36 hodin. V roce 1913 uskutečnil první sekok padákem ze vzducholodi.
Druhé jednotce, pozdější 2. peruti, vybavené letadly velel kapitán dělostřelectva inženýr John Fulton. Fulton byl nadšeným zastáncem létání a účastnil se i první mezinárodní letecké show v Remeši v roce 1909. Jeho pilotní průkaz z 15. listopadu 1910 měl pořadové číslo „27“. 
V říjnu 1911 Italové použili letadla proti tureckým jednotkám u Tripolisu. Tato událost vedla k vytvoření britského podvýboru Ministerstva obrany pro posouzení dalších možností vojenského letectví. Bylo doporučeno vytvořit samostatné vzdušné síly a tak se z praporu začaly podle rozkazu z 12. dubna 1912 formovat Royal Flying Corps. 